# La frontiera indomita
La frontiera indomita (Untamed Frontier) è un film western statunitense del 1952 diretto da Hugo Fregonese.

## Trama
I Denbow sono una famiglia di ricchi proprietari terrieri nei vasti territori dell'Ovest. I coloni chiedono loro di passare nella loro proprietà per poter giungere a nuove terre vergini, ma nessuno della famiglia dà il permesso. Uno di loro, Glenn, particolarmente spietato, si invaghisce di una giovane che però non vuol saperne perché fidanzata, così, per liberarsi del rivale, Glenn lo uccide a sangue freddo.
Ciò che non aveva previsto era che la ragazza assistesse all'omicidio e, per non farla testimoniare, Glenn la costringe a sposarlo. Il comportamento di Glenn non migliora con il matrimonio, anzi, giunge a tali livelli da costringere il padre a cacciarlo. Per vendicarsi il ragazzo si unisce a una banda per rubare la mandria di famiglia, in uno scontro a fuoco però viene ucciso. Poco dopo muore anche il padre e l'eredità va al più ragionevole cugino Kirk, che permette ai coloni di passare e sposa anche la vedova di Glenn di cui era innamorato, ricambiato, già da molto tempo.